# Смольный (Мордовия)
Смольный — посёлок, административный центр Смольненского сельского поселения Ичалковского района Республики Мордовия.

## География
Расположен в сосновом бору на берегу реки Алатырь, в 5 км от районного центра — села Кемля — и в 10 км от железнодорожной станции Оброчное. Через Смольный проходит автотрасса на село Большое Игнатово и город Ардатов. 

## История
Посёлок основан в 1920 году переселенцами из сёл Ичалки, Кемля, Баево, Рождествено. Название-характеристика: жители занимались смолокурением и производством дёгтя. 

В 1965 году Указом Президиума Верховного Совета РСФСР посёлок Леспромхоз переименован в Смольный.

## Население
| 2002 | 2010  |
| ---- | ----- |
| 1397 | ↗1492 |

По данным Всероссийской переписи населения 2002 года в посёлке проживали 1397 человек, преобладающие национальности — русские (65%), мордва (27%).

## Инфраструктура
Вокруг Смольного — санаторная зона Республики Мордовия: детские оздоровительные лагеря «Ракета», «Чайка», «Орлёнок». В современном посёлке — основная школа, библиотека, торговое предприятие, магазин, фельдшерско-акушерский пункт, отделение связи. 